# آرش (مجله)
آرش مجله‌ای ادبی به سردبیری سیروس طاهباز بود که در دهه‌های ۱۳۴۰ و ۱۳۵۰ در ایران منتشر می‌شد. بسیاری از نویسندگان آن دوره از جمله جلال آل‌احمد، ابراهیم گلستان، غلامحسین ساعدی، بهرام بیضائی و محمدعلی سپانلو آثار خود را در این مجله منتشر می‌کردند.

## مطالب
برخی آثار که اولین بار در این مجله چاپ شدند، عبارت‌اند از:
- پیرمرد چشم ما بود
- صدای پای آب
- مسافر